# Comitato Olimpico di Porto Rico
Il Comitato Olimpico di Porto Rico (noto anche come Comité Olímpico de Puerto Rico in spagnolo) è un'organizzazione sportiva portoricana, nata nel 1948 a San Juan, Porto Rico.
Rappresenta questa nazione presso il Comitato Olimpico Internazionale (CIO) dal 1948 ed ha lo scopo di curare l'organizzazione ed il potenziamento dello sport in Porto Rico e, in particolare, la preparazione degli atleti portoricani, per consentire loro la partecipazione ai Giochi olimpici. L'associazione è, inoltre, membro dell'Organizzazione Sportiva Panamericana.
Il presidente dell'organizzazione è Sara Rosario, dal 2012, mentre la carica di segretario generale è occupata da Carlos Beltràn Esvelti.